# Bloodheads United
Bloodheads United è un LP del gruppo musicale svedese Bloodbound, pubblicato il 17 aprile 2020 dalla AFM Records.

## Tracce

### Lato A
1. Bloodheads United – 5:21
2. Bloodtale (Live) – 1:45
3. Battle in the Sky (Live) – 4:28

Durata totale: 11:34

### Lato B
1. In the Name of Metal (Live) – 4:26
2. Moria (Live) – 5:46

Durata totale: 10:12

## Formazione
- Patrik J. Selleby – voce
- Tomas Olsson – chitarra
- Henrik Olsson – chitarra ritmica
- Fredrik Bergh – tastiera, cori
- Anders Broman – basso
- Daniel Sjögren – batteria